# Méra, Borsod-Abaúj-Zemplén
Méra este un sat în districtul Encs, județul Borsod-Abaúj-Zemplén, Ungaria, având o populație de 1.835 de locuitori (2011). 

## Demografie
Componența etnică a satului Méra
     Maghiari (84,55%)
     Romi (14,96%)
     Alții (0,49%)
Componența confesională a satului Méra
     Romano-catolici (40,54%)
     Reformați (20,16%)
     Greco-catolici (8,28%)
     Fără religie (2,89%)
     Necunoscută (27,96%)
     Luterani (0,16%)
     Alte religii (1,09%)
Conform recensământului din 2011, satul Méra avea 1.835 de locuitori. Din punct de vedere etnic, majoritatea locuitorilor (84,55%) erau maghiari, cu o minoritate de romi (14,96%). Nu există o religie majoritară, locuitorii fiind romano-catolici (40,54%), reformați (20,16%), greco-catolici (8,28%) și persoane fără religie (2,89%). Pentru 27,96% din locuitori nu este cunoscută apartenența confesională.